# Ladevèze-Rivière
Ladevèze-Rivière (gaskognisch: La Devesa Ribèra) ist eine französische Gemeinde mit 220 Einwohnern (Stand 1. Januar 2022) im Département Gers in der Region Okzitanien (bis 2015 Midi-Pyrénées); sie gehört zum Arrondissement Mirande und zum Gemeindeverband Bastides et Vallons du Gers.

## Geografie
Ladevèze-Rivière liegt rund 27 Kilometer westnordwestlich von Mirande und 35 Kilometer nördlich von Tarbes im Westen des Départements Gers. Die Gemeinde besteht aus Weilern, zahlreichen Streusiedlungen und Einzelgehöften. Der Arros bildet streckenweise die östliche Gemeindegrenze. Hier verläuft auch sein Zufluss Larté.
Nachbargemeinden sind Saint-Aunix-Lengros im Nordwesten und Norden, Beaumarchés im Nordosten, Juillac im Osten, Armentieux im Süden sowie Ladevèze-Ville im Südwesten und Westen.

## Bevölkerungsentwicklung
| Jahr                       | 1962 | 1968 | 1975 | 1982 | 1990 | 1999 | 2006 | 2011 | 2020 |
| Einwohner                  | 308  | 313  | 285  | 261  | 245  | 223  | 227  | 228  | 220  |
| Quellen: Cassini und INSEE |      |      |      |      |      |      |      |      |      |